# 趙世龍
趙世龍，湖南人，現居於廣州，曾為《羊城晚報》、《南方都市報》和中央電視台新聞評論部《社會記錄》記者，2003年獲得中央電視台的 "中國八大風雲記者"，2006年開始於中山大學兼教。曾參與多項深度報導，報導多驚聞於世，影嚮甚遠，是現代流浪記者中的風雲人物。著有著作多本，《調查中國-新聞背后的故事》、《解毒金三角》、《我們竟然千蒼百孔》、《叢林秘境》。其作品及未發表作品可於其博客得於欣賞。
2015年5月，在長江商報任職總編輯的趙世龍因湖北省委宣傳部、省記協和新聞出版局組成的工作組進駐整肅而被停職。